# Polystichum yunnanense
Polystichum yunnanense är en träjonväxtart som beskrevs av Christ. Polystichum yunnanense ingår i släktet Polystichum och familjen Dryopteridaceae. Inga underarter finns listade.